# 차인선
차인선은 대한민국의 언론인이다. 현재 매거진 《Ceci》의 편집장을 맡고 있다.

## 방송
- WANNA B (2017)

## 경력
- 2020 : 토니모리 NC사업본부장
- 2019 ~ 2020 : 서울문화사 그라치아 편집장
- 2017 ~ 2018 : JTBC PLUS 쎄씨 편집장
- 2012 ~ 2016 : JTBC PLUS 쎄씨 부편집장